# Bugulopsis
Bugulopsis is een mosdiertjesgeslacht uit de familie van de Bugulidae en de orde Cheilostomatida

## Soorten
- Bugulopsis monotrypa (Busk, 1852)
- Bugulopsis peachii (Busk, 1851)